# (3513) Quqinyue
(3513) Quqinyue ist ein Asteroid des Hauptgürtels, der am 16. Oktober 1965 am Purple-Mountain-Observatorium in Nanjing entdeckt wurde.
Er wurde nach dem chinesischen Astronomen Qu Qinyue benannt.